# Liste der denkmalgeschützten Objekte in Reith bei Kitzbühel
Die Liste der denkmalgeschützten Objekte in Reith bei Kitzbühel enthält die 7 denkmalgeschützten, unbeweglichen Objekte der Gemeinde Reith bei Kitzbühel.

## Denkmäler
| Foto |                 | Denkmal                                                                                       | Standort                                          | Beschreibung | Metadaten |
| ---- | --------------- | --------------------------------------------------------------------------------------------- | ------------------------------------------------- | --- | --- |
| BW   | Datei hochladen | Knappenhaus, Grasserhäusl HERIS-ID: 92664 TKK: 60384seit 2021                                 | Astberg 19 Standort KG: Reith bei Kitzbühel       | Das Grasserhäusl wurde als Knappenhaus in der Endzeit des Bergbaus am Rerobichl errichtet. Es ist Teil der Infrastruktur des bedeutenden Bergbauzentrums Kitzbühel. Das kleine, zweigeschoßige Wohnhaus mit Satteldach und längsrechteckigem Seitenflurgrundriss ist giebelseitig erschlossen. Es wurde inschriftlich im Jahre 1769 errichtet, und hat auch jüngere Umbauten. Der Bau ist auf gemauertem Fundament in Kantblockbauweise mit Kopfstrickverband gezimmert und hat im Obergeschoß einen über zwei Seiten umlaufenden Söller. Innen einfach gekalkte Räume und Holzdecken mit Unterzügen. | BDA-Hist.: Q107717904 Status: Bescheid Stand der BDA-Liste: 2025-06-30 Name: Knappenhaus, Grasserhäusl GstNr.: 980/1                                                          |
| ja   | Datei hochladen | Kriegerdenkmal HERIS-ID: 92741 Objekt-ID: 107695 TKK: 14652                                   | bei Kirchweg 1 Standort KG: Reith bei Kitzbühel   | Das Kriegerdenkmal wurde um 1920 errichtet, nach 1945 erweitert und 1988 renoviert. Das umzäunte, steinerne Denkmal besteht aus einem hohen, gemauerten Sockel mit Namenstafeln der Gefallenen von 1809 und des Zweiten Weltkrieges, darauf ein Marmorpostament mit einem Kreuz in einem Lorbeerkranz und den Jahreszahlen 1939–1945 an Stirnseite, an den Seiten die Namen der Gefallenen an der Italien- und Russlandfront, dann ein kurzer, sich nach oben verjüngender, rechteckiger Marmorpfeiler mit den Namen der Gefallenen des Ersten Weltkrieges und als Abschluss ein Tiroler Adler aus rotem Marmor. | BDA-Hist.: Q37760599 Status: § 2a Stand der BDA-Liste: 2025-06-30 Name: Kriegerdenkmal GstNr.: 1486                                                                           |
| ja   | Datei hochladen | Totensagrer und Friedhofsummauerung mit Kruzifix HERIS-ID: 92754 Objekt-ID: 107712 TKK: 15161 | Kirchweg 1 Standort KG: Reith bei Kitzbühel       | Der vermutlich aus dem 17. Jahrhundert stammende schmale, zweigeschoßige Totensagrer (eine Friedhofskapelle) ist in die Friedhofsmauer eingefügt. Er hat ein steiles, über die östliche Giebelseite weit vorgezogenes, mit Schindeln gedecktes Satteldach und wurde 1977 restauriert. An der südlichen Traufseite im Erdgeschoß befindet sich eine rundbogig geöffnete Kapellennische mit Kreuzgratgewölbe, ein rundbogiges Fenster mit gefaster, steinerner Laibung und steinerner Sohlbank und eine rundbogige Türe, ebenfalls mit gefaster, steinerner Laibung. Darüber schmales Pultdach, im Obergeschoß ein mittig liegendes Rechteckfenster mit Durchsteckgitter. An der östlichen Giebelseite drei karniesbogige Putznischen mit gemalten Darstellungen der hll. Ägidius und Antonius sowie ein Gnadenbild Mariahilf; an der nördlichen Traufseite weitere zwei karniesbogige Putznischen. Das Friedhofskreuz im alten Nordteil des Friedhofs hat einen geschlossenen Bretterkasten und einen Corpus im Viernageltypus. | BDA-Hist.: Q37760614 Status: § 2a Stand der BDA-Liste: 2025-06-30 Name: Totensagrer und Friedhofsummauerung mit Kruzifix GstNr.: .2, .1, 1 Cemetery Reith bei Kitzbühel       |
| ja   | Datei hochladen | Friedhofserweiterung mit Totenhalle HERIS-ID: 92783 Objekt-ID: 107748 TKK: 60420              | bei Kirchweg 1 Standort KG: Reith bei Kitzbühel   | Der Friedhof wurde 1980 im Süden der Kirche erweitert. In seiner Südwestecke ist in die Umfassung die Friedhofskapelle integriert. Ihr Grundriss ist oktogonal, die Kapelle diagonal in die Ecke gestellt. Steiles mit Schindeln gedecktes Dach und gedeckter Eingangsbereich. Das Friedhofskreuz mit Pultdach, Corpus im Dreinageltypus und zweizeiligem Titulus stammt aus dem 20. Jahrhundert. | BDA-Hist.: Q37760658 Status: § 2a Stand der BDA-Liste: 2025-06-30 Name: Friedhofserweiterung mit Totenhalle GstNr.: 2, 3, 4/1 Cemetery Reith bei Kitzbühel                    |
| ja   | Datei hochladen | Kath. Pfarrkirche hl. Ägidius und Friedhof HERIS-ID: 55822 Objekt-ID: 64682 TKK: 14567        | Kirchweg 1 Standort KG: Reith bei Kitzbühel       | → Hauptartikel : Pfarrkirche Reith bei Kitzbühel f1 | BDA-Hist.: Q38068104 Status: § 2a Stand der BDA-Liste: 2025-06-30 Name: Kath. Pfarrkirche hl. Ägidius und Friedhof GstNr.: .1, 1 Pfarrkirche hl. Ägidius, Reith bei Kitzbühel |
| ja   | Datei hochladen | Schloss Münichau HERIS-ID: 40091 Objekt-ID: 39983 TKK: 14648                                  | Münichau 1 Standort KG: Reith bei Kitzbühel       | → Hauptartikel : Schloss Münichau f1 | BDA-Hist.: Q15127746 Status: Bescheid Stand der BDA-Liste: 2025-06-30 Name: Schloss Münichau GstNr.: .67, .68, 394/2 Schloss Münichau                                         |
| ja   | Datei hochladen | Bauernhaus Zimmerauer Nachbar HERIS-ID: 92723 Objekt-ID: 107676 TKK: 14660                    | Zimmerauerweg 65 Standort KG: Reith bei Kitzbühel | Der stattliche, zweigeschoßige, quergeteilte Einhof mit Mittelflurgrundriss ist Teil der urkundlich 1464 genannten Hofstelle Zimmerau. Eine Bebauung ist urkundlich spätestens seit dem beginnenden 17. Jahrhundert nachweisbar, inschriftlich 1628 errichtet, im 20. Jahrhundert leicht erneuert. Der Wohnteil ist auf einem gemauerten Fundament in Kantblockbauweise mit Kopfstrickverband errichtet, die Zwischenwände sind mit Schwalbenschwanzstrickverband eingebunden. Ein Söller verläuft über die volle Stirn- und östliche Traufseite im Obergeschoß, darüber breiter Giebelsöller. Sowohl Haus- als auch Söllertüren sind Pfostenstocktüren. Zahlreiche Schiebefensteröffnungen mit eingedrehten Flacheisenstäben. Flaches Satteldach mit Giebelkreuz. Der Wirtschaftstrakt ist im Erdgeschoß (Stall) gemauert, das Obergeschoß (Heulege) ist in Kantblockbauweise mit Kopfstrickverband gezimmert. | BDA-Hist.: Q37760555 Status: Bescheid Stand der BDA-Liste: 2025-06-30 Name: Bauernhaus Zimmerauer Nachbar GstNr.: .38                                                         |